# エーリッヒ・ヘッケ
エーリッヒ・ヘッケ（ドイツ語: Erich Hecke, 1887年9月20日 - 1947年2月13日）は、ドイツの数学者である。ゲッティンゲン大学で、ダフィット・ヒルベルトの下で博士号を取得した。クルト・ライデマイスターとハインリヒ・ベーンケはヘッケの弟子だった。

## 生涯
ヘッケは、ドイツ帝国のポーゼン州ブク（現在のポーランド、ポズナン）で生まれ、デンマークのコペンハーゲンで亡くなった。初期の業績には、テータ関数に基づいた証明を用いてデデキントゼータ関数に対する関数等式を確立したことが含まれる。この手法は、ヘッケ指標すなわちイデアル類指標として現在知られている指標類に結びついたL-関数に拡張された。そうようなL-関数は現在ヘッケL-関数として知られている。ヘッケは研究生活の大半を、モジュラー形式の理論に捧げ、カスプ形式の一般理論(GL(2)に対して正則)を創り上げた。それは現在古典的な設定の中で理解されている。
1936年ヘッケは、オスロでの国際数学者会議の基調講演者を務めた。